# Güzelyurt (Ortaca)
Güzelyurt (türkisch für „schöne Heimat“) war ein Dorf im Landkreis Ortaca der südwesttürkischen Provinz Muğla. Es liegt etwa 70 Kilometer südöstlich der Provinzhauptstadt Muğla und sieben Kilometer westlich der Kreisstadt Ortaca sowie fünf Kilometer nördlich der Mündung des Dalaman Çayı ins Mittelmeer.
Mit der Gebietsreform ab 2013 wurden alle Dörfer in Mahalle (Stadtviertel/Ortsteile) der Kreisstadt Ortaca herabgestuft.
Ende 2012 hatte der Mahalle Güzelyurt eine Bevölkerung von 1.592 Einwohnern.
Der Flughafen Dalaman im Osten ist ca. 10 km entfernt. Mit dem Dolmuş erreicht man in ca. 20 Minuten die Kreisstadt.